# Adenopodia
Adenopodia es un género de planta perteneciente a la familia de las fabáceas.  Comprende 30 especies descritas y de estas, solo 12 aceptadas.

## Taxonomía
El género fue descrito por Karel Presl  y publicado en Abhandlungen der Königlichen Böhmischen Gesellschaft der Wissenschaften, ser. 5 6: 566–567. 1851.
Etimología
Adenopodia: nombre genérico compuesto que deriva del griego antiguo y significa "glándula" y "pie".

## Especies aceptadas
A continuación se brinda un listado de las especies del género Adenopodia aceptadas hasta agosto de 2012, ordenadas alfabéticamente. Para cada una se indica el nombre binomial seguido del autor, abreviado según las convenciones y usos.
- Adenopodia gymnantha Brenan
- Adenopodia oaxacana M.Sousa
- Adenopodia patens (Hook. & Arn.) Brenan
- Adenopodia rotundifolia (Harms) Brenan
- Adenopodia scelerata (A.Chev.) Brenan
- Adenopodia schlechteri (Harms) Brenan
- Adenopodia spicata (E.Mey.) C.Presl